# Аерофони инструменти
Музички инструменти су средства помоћу којих музичари стварају музику у живом извођењу. Најтачнија и најпрецизнија подела музичких инструмената, зависно од грађе и начина добијања тона и звука, је на следеће музичке инструменте:
1. Мембранофоне или опнозвучне инструменте
2. Идиофоне инструменте
3. Кордофоне, хордофоне или жичане инструменте
4. Аерофоне инструменте
5. Електрофоне, етерофоне или електронске инструменте

## Аерофони инструменти
Аерофони инструменти (итал. strumenti aerofoni) - су музички инструменати код којих се звук добија струјањем ваздушног стуба (од гр. αερο ваздух и φονος звук) најчешће кроз цев инструмента, и то дувањем ваздуха из:
1. уста и плућа свирача,
2. меха или мешине инструмента.

Сматра се да су аерофони инструменти најстарији и најмногобројнији инструменти на свету.
У аерофоне инструменте спадају сви дувачки инструменти, оргуље, хармоника, усна хармоника и гајде.

## Како се ствара тон код аерофоних инструмената
Према начину стварања тона, аерофоне инструменте делимо у 5 група. Тон на аерофоним инструментима се ствара:
1. Усником (левкастим наусником) – то су лимени дувачки инструменти (труба, бах труба, бас труба, хорна, тромбон, туба, бас туба, контрабас туба).
2. Преламањем ваздушног стуба у цеви инструмента (фрула, флаута, блок-флаута, окарина, панова фрула).
3. Вибрацијом језичка од трске на уснику (кларинет, басетхорн, бас-кларинет, саксофон, тарагот).[1]
4. Вибрацијом двоструког језичка од трске (зурла, сопиле, обоа, обоа д’а море, енглески рог, хеклфон, фагот, контра-фагот).
5. Вибрацијом језичка и меха (оргуље, хармоника, бандонеон).

## Приказ аерофоних инструмената
Прикажимо само неке аерофоне инструменате:
- Труба
- Хорна 
Playⓘ
- Флаута Playⓘ
- Кларинет Playⓘ Playⓘ
- Саксофон Playⓘ
- Фагот 
Playⓘ
- Хармоника Playⓘ
- Оргуље Playⓘ